# Windturbinevermogen

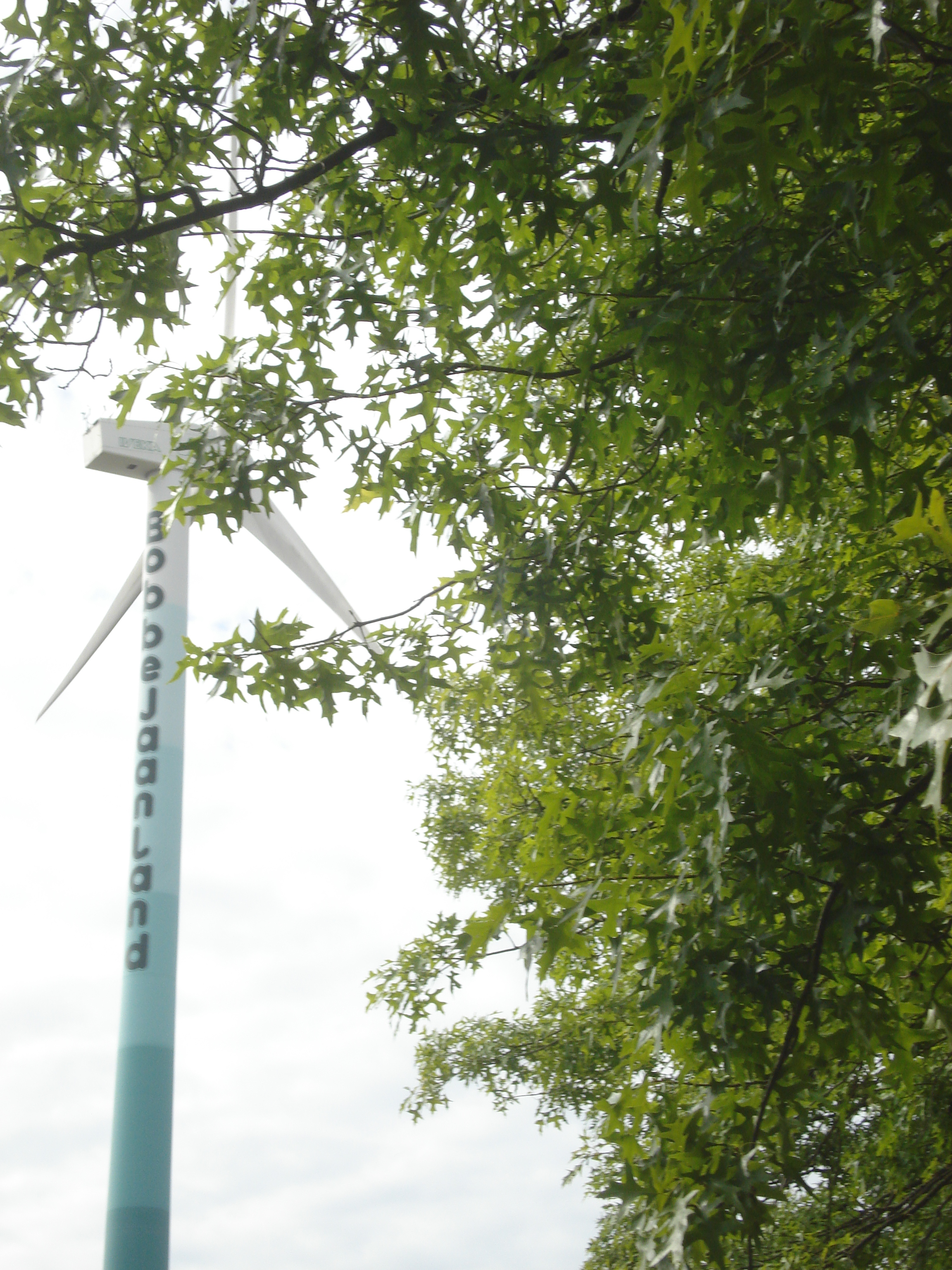
Deze windmolen bij Bobbejaanland werd in 2001 gebouwd door Engie Electrabel. De windturbine produceert maximaal 860 kW.

Windturbinevermogen is het vermogen dat een windturbine produceert. Er wordt een verschil gemaakt tussen het nominale vermogen, het maximale vermogen dat de turbine kan leveren, en het vermogen dat de turbine op een specifiek moment levert.
Het vermogen van moderne windturbines op land varieert tussen 2 en 3,4 MW, en op zee van 5 tot 8 MW. Er bestaan al types tot 12 MW.

## Theorie
Stel dat de turbine begint te draaien bij windsnelheid {\displaystyle v_{b}} en dat het vermogen begrensd wordt bij windsnelheid {\displaystyle v_{g}} (Engels: rated windspeed) om overbelasting te voorkomen. Bij windsnelheden tussen deze waarden {\displaystyle v_{b}<v<v_{g}} is het vermogen
{\displaystyle P=(\rho /2)C_{p}A(v^{3}-v_{b}^{3})}
en voor grotere snelheden {\displaystyle v>v_{g}} is
{\displaystyle P=P_{g}=(\rho /2)C_{p}A(v_{g}^{3}-v_{b}^{3})}
het nominaal generatorvermogen. Hierin is {\displaystyle \rho }=1,2 kg/m³ de massadichtheid van lucht. {\displaystyle A} is het windvangend oppervlak van de turbine. {\displaystyle C_{p}} is het deel van de windenergiestroom door een oppervlak {\displaystyle A} ver vóór de turbine dat door de turbine nuttig gebruikt wordt; zie Windturbine-aerodynamica. Bij storm leveren oudere turbines geen vermogen, maar dat heeft op onderstaande opbrengstberekening een verwaarloosbaar effect omdat het maar weinig uren per jaar stormt.
De kans {\displaystyle F} dat de windsnelheid groter is dan een waarde {\displaystyle v} volgt bij benadering een Rayleigh-verdeling
{\displaystyle F=\exp(-\pi v^{2}/4u^{2})}
met gemiddelde windsnelheid {\displaystyle u=-\int v{\rm {d}}F}.
Het gemiddelde van de windenergiestroomdichtheid is
{\displaystyle q=-\int (\rho /2)v^{3}{\rm {d}}F=(3/\pi )\rho u^{3}}
dat is 250 W/m² voor {\displaystyle u=6} m/s.
Het gemiddelde turbinevermogen is {\displaystyle Q=-\int P{\rm {d}}F=\int F{\rm {d}}P}. Integratie levert

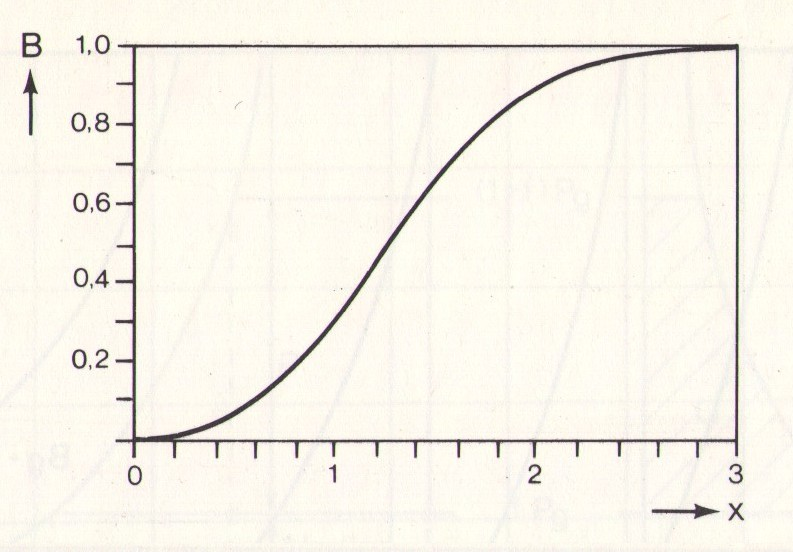
Functie B(x)

{\displaystyle Q=qC_{p}\eta A,\quad \eta =[B(v_{g}/u)-B(v_{b}/u)]}
waarin {\displaystyle B(x)} gedefinieerd is door
{\displaystyle B(x)={\rm {erf}}(x{\sqrt {\pi }}/2)-x\exp(-\pi x^{2}/4)}
met de errorfunctie erf.
De opbrengst {\displaystyle Q} wordt dus beperkt door twee factoren, {\displaystyle C_{p}} en het rendement {\displaystyle \eta }.
{\displaystyle C_{p}} is minder dan de Betz-limiet 0,59 tgv. aerodynamische verliezen. Verliezen in generator, transmissie en omvormer (zie Regeling) worden via {\displaystyle v_{b}} in {\displaystyle \eta } verrekend.
De capaciteitsfactor is {\displaystyle Q/P_{g}}.

## Economie
Voor een maximaal rendement {\displaystyle \eta } van de windturbine streeft men naar grote {\displaystyle v_{g}/u>>1} en kleine {\displaystyle v_{b}/u<<1}. Voor bijvoorbeeld {\displaystyle v_{g}/u=3} en {\displaystyle v_{b}/u=0.3} is het rendement bijna 100%. Maar de capaciteitsfactor is dan maar {\displaystyle Q/P_{g}=0.07}. Door een kleiner rendement voor lief te nemen kan veel bespaard worden op de kosten van generator en transmissie en de capaciteitsfactor is dan veel gunstiger. Windturbines met een grotere capaciteitsfactor zijn beter in te passen in het elektriciteitsnet. Waar meer dan 20% van de elektriciteit door de wind opgewekt wordt, zoals in Denemarken en N-Duitsland, zou dat met turbines met 7% capaciteitsfactor te vaak leiden tot overproductie als het hard waait. Windvermogen dat niet opgenomen kan worden in dat gebied moet teruggeregeld of geëxporteerd worden, anders dreigt instabiliteit van het net. Het generatorvermogen wordt dus economisch geoptimaliseerd, niet voor maximale opbrengst.
Een praktische waarde voor {\displaystyle v_{g}} is 10 m/s en voor {\displaystyle v_{b}} 3 m/s bij gemiddelde windsnelheid {\displaystyle u} = 6 m/s op ashoogte. Dan is het rendement {\displaystyle \eta =0,7} dus 70% van het windvermogen op de veugels wordt geconverteerd in elektrisch vermogen en 30% niet, grotendeels door vermogensbegrenzing bij windsnelheden boven 10 m/s.
Voor een turbine met ongeveer 50 m vleugellengte {\displaystyle R} is het windvangend oppervlak {\displaystyle A=\pi R^{2}} 8000 m². Stel {\displaystyle C_{p}=0,45}. Het generatorvermogen {\displaystyle P_{g}} komt dan op 2 MW en het gemiddeld opgewekte vermogen {\displaystyle Q} op 630 kW, dus per jaar wordt 5,5 GWh geleverd en de capaciteitsfactor is 31%. De nieuwste turbines (2012) vangen wind op grotere hoogte, tot 200 m, en de vleugellengte nadert de 100 m voor een 4-5 maal zo groot turbinevermogen. Het eind van deze ontwikkeling is nog niet in zicht.
Een empirische regel voor de capaciteitsfactor is
{\displaystyle Q/P_{g}=0.087u-P_{g}/D^{2}}
met {\displaystyle u} in m/s, {\displaystyle P_{g}} in kW en {\displaystyle D=2R} in m.
Het nominale vermogen {\displaystyle P_{g}} is wat bij sterke aanhoudende wind gedurende lange tijd opgewekt kan worden. Dit vermogen kan aanzienlijk overschreden worden bij een sterke windvlaag. Als de vermogenregeling snel en betrouwbaar is ontstaat geen schade. Mechanische overbelasting wordt juist vermeden als de windvlaagenergie afgevoerd kan worden in het net.

## Vermogensregeling
Moderne windturbines werken met een variabel toerental en hoekverstelling van de vleugels die draaibaar zijn om hun lengteas (pitch control). De turbine drijft een asynchrone draaistroomgenerator aan waarvan de stator direct aan het net gekoppeld is en de rotor via een AC-DC-AC omvormer.
Voor {\displaystyle v<v_{g}} wordt de verhouding tipsnelheid/windsnelheid constant gehouden zodat de vleugels steeds onder de juiste lifthoek {\displaystyle \alpha } aangeblazen worden, zie Windturbine-aerodynamica.
Voor {\displaystyle v>v_{g}} wordt de tipsnelheid begrensd op bijvoorbeeld 80 m/s. Bij toenemende windsnelheid zou zonder hoekverstelling de lifthoek groter worden en overtrek optreden zoals bij de klassieke Deense turbines. Bij moderne turbines wordt de lifthoek daarentegen met hoekverstelling kleiner gemaakt. De vleugels komen meer in vaanstand en de liftkracht neemt af. Met of zonder hoekverstelling kan het vermogen redelijk constant gehouden worden. Hoekverstelling is ingewikkelder maar bij grote vermogens toch beter; de regeling is nauwkeurig en de turbine loopt rustig.